# Danielle Dussault
Pour les articles homonymes, voir Dussault.
 (novembre 2017).
Si vous disposez d'ouvrages ou d'articles de référence ou si vous connaissez des sites web de qualité traitant du thème abordé ici, merci de compléter l'article en donnant les références utiles à sa vérifiabilité et en les liant à la section « Notes et références ».
Danielle Dussault est une écrivaine québécoise née à Québec, le 16 octobre 1958.
Danielle Dussault a publié plusieurs récits, romans et recueils de nouvelles. Elle se consacre aussi à l'écriture de carnets. Le recueil de nouvelles Les Ponts de Prague  paraît chez chez Somme toute (Lévesque Éditeur) en 2022. Les nouvelles du recueil mettent en perspective des personnages et des événements qui semblent en apparence éloignés, mais qui comportent néanmoins des points de convergence. D'où la thématique des ponts qu'on peut entendre ici dans une perspective physique ou psychologique. Tout l’enjeu du recueil vise à établir des correspondances entre des personnages issus de réalités étrangères ou en marge des conventions. Les histoires sont rapportées tout en nuances, en clairs-obscurs et en contrastes. Ce recueil a été écrit lors d'une résidence d'écriture à Prague en 2020.
Un carnet Donnez des ailes paraît à L'instant même en 2022. Ce carnet pose un regard neuf sur le pays de la Gare de l'Est à Paris. Certains extraits du carnet ont été traduits en tchèque lors du passage de l'auteure en juillet 2019 au Musée de la littérature à Prague. Un extrait a aussi servi à la mise en place d’une modélisation en 3D dans la reconstitution des Récollets et du Jardin Villemin de Paris. De même, ce carnet a été présenté au Festival du livre de Paris en avril 2022. Le carnet est finaliste dans la catégorie création pour le grand prix de la ville de Sherbrooke 2022.
L'auteure s'intéresse à la production de podcasts audio et donne des ateliers d'écriture sur la pratique du texte court vers le souffle littéraire. Elle est titulaire d'un baccalauréat en rédaction et recherche et d'une maîtrise en études françaises. Elle a aussi complété une attestation d'études collégiales comme auteure-compositeure-interprète. Elle souhaite à présent réaliser des podcasts audio à partir d'extraits de son recueil de nouvelles Les ponts de Prague Quelques extraits ont fait déjà l'objet d'une prestation publique à la bibliothèque municipale de Prague.
Elle a travaillé pour le cinéma, la télévision et le théâtre. Elle a enseigné la littérature pendant près de 25 ans au Cégep de Thetford.
Elle a collaboré à plusieurs revues dont La Nouvelle Barre du jour, Passages, Urgences, Trois, La Bonante, Arcade, Le Sabord, XYZ, Nuit blanche, Stop, L'Instant même et Moebius, Naple Raconte.

## Œuvres
- Le Vent du monde (récit), Triptyque, 1987.
- L’Alcool froid (recueil de nouvelles), Éditions de L’instant même (1994). Prix littéraire Desjardins, 1995. Prix Alfred-Desrochers 1994.
- Les Yeux grecs (récit), Triptyque (1995).
- Ça n’a jamais été toi (recueil de nouvelles), L’instant même (1995).
- Camille ou la fibre de l’amiante (roman), VLB Éditeur (2000). Mention spéciale du jury Robert-Cliche 1999.
- L’Imaginaire de l’eau (récit), L’instant même (2002). Prix Alfred-Desrochers 2003.
- Salamandres (roman), L’instant même (2006).
- Fragments de l’instant (poésie), Triptyque. (2011).
- Camille ou la fibre de l’amiante, VLB éditeur, mention d'honneur du Prix Robert-Cliche 1999.
- La Partition de Suzanne, Gaëtan Lévesque Éditeur, automne 2012.
- Anderson's Inn, roman, Gaëtan Lévesque Éditeur, automne 2014. Prix de la ville de Thetford Mines 2017.
- Libera me, récit à deux voix, Michel Brûlé, automne 2017[2].
- La Vertu des guerrières, Bayard, automne 2018
- La troisième personne, Druide, automne 2018
- Directrice de publications : Écritures du désert, (collectif), Fragments d’elles (Collectif de femmes), Revue Moebius pour XYZ.
- Somme toute, Lévesque Éditeur, 2022
- Donnez des ailes, L'instant même, 2022l. Carnet finaliste pour le grand prix de la Ville de Sherbrooke, 2002
- Les papillons de nuit me hantent, Le bout du mille, 2022.

## Honneurs
- 1990 - Concours du meilleur texte de trois pages
- 1995 - Prix Alfred-DesRochers, L'Alcool froid
- 1995 - Prix littéraire Desjardins, L'Alcool froid
- 1999 - Mention d'honneur au Prix Robert-Cliche, La fibre de l'amiante
- 2003 - Prix Alfred-Desrochers pour le récit "Salamandres" publié à L'Instant même.
- 2008 - Résidence d'écriture octroyée par le CALQ.
- 2016 - Résidence d'écriture à la Coop du Cercle carré de Montréal.
- 2018 - Boursière pour le studio du CALQ aux Récollets de Paris
- 2017 - Prix littéraire de la ville de Sherbrooke pour le roman "Anderson's Inn" publié chez Lévesque Éditeur.
- 2017 - Prix littéraire de Thetford, volet Oeuvre littéraire publiée, pour son roman Anderson's Inn[3]
- 2019 Bourse Jean-Pierre Guay de la caisse Desjardins de la culture 2019
- 2020 Prix Étienne-Chartier 2020
- 2022 Finaliste dans la catégorie création pour le Grand prix de la Ville de Sherbrooke 2022. Œuvre finaliste : Donnez des ailes, carnet.